# Nouvelle-Bretagne occidentale
Pour les articles homonymes, voir Bretagne (homonymie).
La Nouvelle-Bretagne occidentale (en anglais West New Britain) est une province de la Papouasie-Nouvelle-Guinée appartenant à la région des Îles.
Elle se trouve, comme son nom l'indique, dans la partie occidentale de l'île de Nouvelle-Bretagne.
Elle est connue pour la richesse en coraux de la baie de Kimbe.

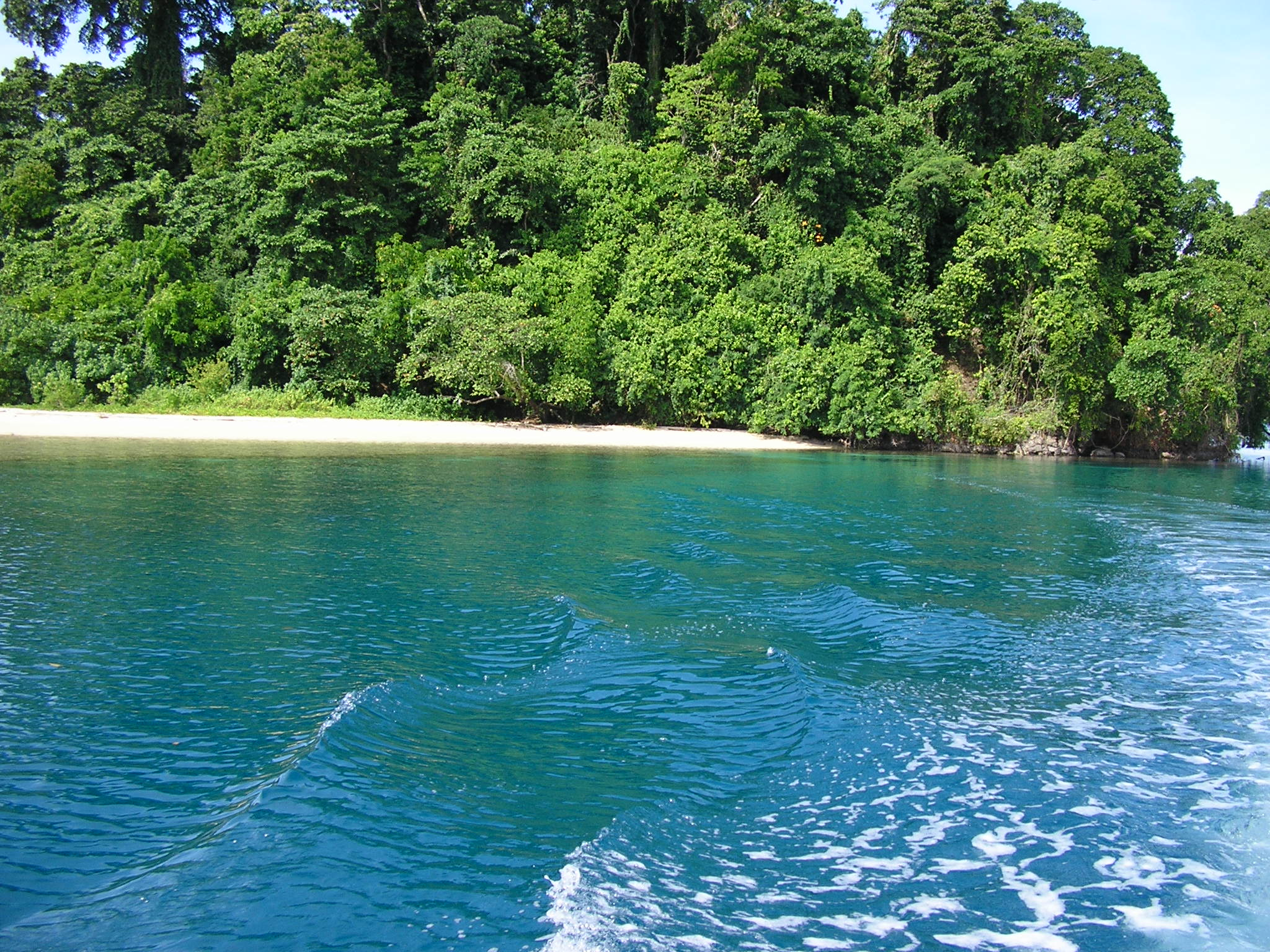
L'île Restorf près de la ville de Kimbe.

## Districts de Nouvelle-Bretagne occidentale
La Nouvelle-Bretagne occidentale est subdivisée en trois districts, Kandrian Gloucester, Talasea et Nakanai.